# Mézgyűjtő hangyák
A mézgyűjtő hangyák a hangyák (Formicidae) egyik, nem rendszertani-rokonsági alapon, hanem életmódjuk szerint kijelölt csoportja: azok a hangyafajok, amelyek étrendjének meghatározó része a különféle félfedelesszárnyúak (Hemiptera) által előállított mézharmat (tehát nem a méhek stb. termelte méz). (Utóbbiakat meghatározó csoportjukról, a növénytetvekről a szövegben esetenként csak „tetvek” néven említjük.)
A „mézgyűjtő hangya” kifejezés többféle értelemben használatos. Mézgyűjtőnek nevez(het)ünk:
- A legtágabb értelemben minden olyan hangyát, amely mézharmatot gyűjt (ilyen a hangyák számszerű többsége).
- Szűkebb értelemben azokat a fajokat, amelyek kölcsönösen előnyös kapcsolatra lépnek a mézharmatot termelő félfedelesszárnyúakkal. A hangyanemek közel 41(!) %-ában van legalább egy ilyen faj; A Magyarországon honosak közül típusosan ilyen a gubacslakó kéreghangya (Temnothorax crassispinus).
- Szoros értelemben azokat a fajokat,[1] amelyeknek fő, csaknem kizárólagos tápláléka a mézharmat (és az azt előállító félfedelesszárnyúak); ezek típusos példája a Mexikó Oaxaca államától Brit Columbiáig honos mézesbödönhangya (Myrmecocystus spp.).[2]

A kölcsönösen előnyös együttélést hagyományosan szimbiózisnak nevezzük, amióta azonban ezt a terminust elkezdték az együttélések valamennyi típusára alkalmazni, a kölcsönösen előnyös kapcsolat jelölésére a mutualizmus, speciálisan a hangyák és a félfedelesszárnyúak kapcsolatára a trofobiózis kifejezés terjedt el.

## A trofobiózis
A mézharmatot a tipikusan ragadozó fajok, így a barázdáshangya-formák (Ponerinae) és a rokon alcsaládok képviselői csak ritkán hasznosítják, viszont például a valódi vöröshangyák (Formica rufa fajcsoport) vagy a trópusi arboreális fajok étrendjének jelentős része lehet (Lőrinczi, 18. old.).
A kapcsolat intenzitása és jellege (mennyire gondozzák a hangyák a tetveket) fajpáronként széles skálán változó. További befolyásoló tényezők:
- a mézharmattermelő félfedelesszárnyúak hozzáférhetősége,
- távolságuk a hangyabolytól,
- csoportjaik mérete és mézharmattermelő kapacitása,
- a termelt mézharmat minősége,
- a hangyák által elérhető egyéb táplálékforrások,
- a hangyakolónia fehérjeigénye (Lőrinczi, 19. old.).

## Az együttélés résztvevői
A legtöbb ilyen faj a:
- az erdeihangya-formák (Dolichoderinae),
- a vöröshangyaformák (Formicinae) és
- a bütyköshangyaformák (Myrmicinae)

alcsaládjaiból kerül ki (Lőrinczi, 17. old.).
Ezek a hangyák leggyakrabban:
- a növénytevek (Sternorrhyncha) közé tartozó
  - levél- (Aphididae) és
  - pajzstetvekkel (Coccidae), valamint
- a kabócák (Auchenorrhyncha) alrendjébe sorolt
  - púposkabócákkal (Membracidae)

létesítenek trofobiotikus kapcsolatot.  A félfedelesszárnyúak más csoportjaival az effajta asszociációk ritkák vagy legalábbis kevéssé ismertek. Amíg a növénytetvek jóval gyakrabban alakítanak ki specializált kölcsönkapcsolatot a hangyákkal, addig a kabócák és a hangyák kapcsolata többnyire alkalmi, ráadásul rendszerint több faj is látogatja őket párhuzamosan (Lőrinczi, 18. old.).

## A kapcsolat előnyei és a költségei
A trofobiózis kapcsolatrendszere rendszerint igen szerteágazó. A kölcsönhatások eredménye, a résztvevők költség-hasznon egyenlege rendre egy sor pozitív és negatív hatás eredője.
A hangyák számára a mézharmat mindenekelőtt a táplálékkereső dolgozók fontos energiaforrása. A szoros értelemben vett mézgyűjtő hangyáknál emellett szezonálisan raktározott tápanyaggá, a kolónia fenntartásának alapjává alakul (Lőrinczi, 18. old.).
A félfedelesszárnyúak nyeresége a higiénia és a védelem:
- az időjárás viszontagságaitól,
- a ragadozó ízeltlábúaktól:
  - bogarak (Coleoptera):
    - katicabogárfélék (Coccinellidae),

  - kétszárnyúak (Diptera):
    - zengőlégyfélék (Syrphidae),

  - pókok (Araneae):
    - ugrópókfélék (Salticidae) stb.
- parazitoidok:
  - hártyásszárnyúak (Hymenoptera):
    - gyilkosfürkészek (Braconidae),
    - parányfürkészek (Mymaridae),
    - tetűrontó fémfürkészek (Aphelinidae) stb.),

ill. kompetítorok ellen. A tetvek túlélésének esélyeit a stabilabb populáció és a gyorsabb növekedés is növeli (Lőrinczi, 19. old.).
A kapcsolat ennek megfelelően erősen kontextusfüggő, térben és időben változó és így maga is változatos. Fenntartásához a hangyák a tetvek és a mézharmat védelmével, szállításával stb. járulnak hozzá, a félfedelesszárnyúak pedig ezt a hangya számára kellően attraktív mennyiségű és minőségű mézharmat előállításával fedezik. Az obligát mutualista kapcsolatokban a kapcsolat fenntartását gyakorlatilag kötelezővé teszi a mindkét félben kialakult erős, kölcsönös függés (Lőrinczi, 19. old.).

## A testfelépítés és a viselkedés átalakulása
Nem ritkán megváltozik a hangyákkal kapcsolatba lévő félfedelesszárnyúak testi felépítése, megjelenése és viselkedése is. Ilyen változás például
- a csoportos, helytülő életmódra áttérés,
- a vastag kutikula- és viaszréteg eltűnése,
- az ugrókészség elvesztése,
- a mézharmat-kibocsátás fokozódása,
- a levéltetvek potrohcsövének visszafejlődése és az úgynevezett trofobiotikus szerv kifejlődésee,
- a kabócák kibocsátott mézharmatcseppének „pulzáltatása” stb. (Lőrinczi, 19. old.).

Az alacsony, illetve közepes intenzitású kapcsolatokban a hangyáknak csak a viselkedése, életmódja változik meg — előtérbe kerülnek a félfedelesszárnyúak szállítása és védelme. Egyes esetekben jelentősen változhat az aktivitási mintázat és a territorialitás mértéke is. Az erdeihangya-formák (Dolichoderinae) és a vöröshangyaformák (Formicinae) alcsaládok sajátos (pre)adaptív bélyegévé vált a tágulékony begy és a módosult előgyomor (szociális gyomor, proventriculus). Utóbbi sok folyékony táplálék felvételét, raktározását és gyors emésztését teszi lehetővé, és ezzel nagyban hozzájárult ezen alcsaládok evolúciós sikeréhez (Lőrinczi, 20. old.).
A fajok kapcsolatából a hangya stabil, kiadós, térben és időben viszonylag jól ütemezhető táplálékforrásra tesz szert (cukorra a mézharmatból, fehérjére a felfalt tetvekből), ami jelentősen csökkenti a táplálékkeresés időtartamát és kockázatát. Gyakran a mézharmat az ökológiailag domináns fajok (köztük számos inváziós faj) sikerének kulcsa, mivel a belőle nyert többletenergia fokozottabb aktivitást tesz lehetővé, ezek dolgozói idejük nagyobb részében aktívak, gyorsabban és hatékonyabban jutnak táplálékhoz, intenzívebben védhetik táplálékforrásukat és tápterületüket (Lőrinczi, 19. old.).

## A kapcsolat intenzitása
Az intenzitási skála alján azok a hangyafajok (a számszerű többség) vannak, amelyek csak a levelekre, talajra stb. lehullott mézharmatot gyűjtik be anélkül, hogy magukkal a levéltetvekkel egyáltalán érintkezésbe kerülnének. A kapcsolat flexibilitását jól példázzák az inváziós hangyafajok, amelyek új élőhelyre kerülve gyorsan és könnyen találnak új partnereket.
A közvetlen kapcsolatok legnagyobb része is alkalmi vagy fakultatív.

### Állandó, aktív kapcsolat
Az állandó, aktív kapcsolat jóval ritkább a fakultatív kapcsolatnál. Az intenzív kapcsolat lényege, hogy a hangyák védelmezik a táplálékukat adó tetveket és egyéb „szolgáltatásokkal” is kedveskednek nekik (Lőrinczi, 17. old.). Az együttélésben utóbbiak is aktívan vesznek részt: amikor a hangyák csápjukkal megütögetik (köznyelvi szóhasználattal: „megfejik”) őket, a tetvek „soron kívül” mézharmatot izzadnak ki táplálásukra.
A félfedelesszárnyúakkal tartós kapcsolatra többnyire a nagy létszámú, többkirálynős bolyokban élő, fán gyűjtögető (arboreális), generalista táplálkozású, területfoglaló természetű (territoriális) hangyák lépnek. Erőszakosan kisajátítják a tápterület levéltetveit, elűzve róluk az őket felfalni kívánó rovarokat, például a katicabogarakat (Coccinella spp.) és egyúttal a többi, kisebb kolóniákban élő hangyát is. Az együttélés ezen formája legkésőbb a paleogén időszakban  alakult ki, de lehet, hogy már korábban. A középső eocén idején, 45 millió éve keletkezett borostyánokban már láthatók a levéltetvek (†Germaraphis sp.) és egyes hangyafajok (†Prenolepis henschei, †Ctenobethylus goepperti stb.) együttélésének nyomai. A 20 millió éve, az alsó miocénben keletkezett dominikai borostyánkőben talált Acropyga ivaros nőstények az †Electromyrmococcus sp. viaszos pajzstetveket (Pseudococcidae) tartanak a rágóik között. Ma élő rokon fajaik is így szállítják nászrepüléskor a levéltetveket, hogy azokkal alapozzák meg leendő kolóniájuk mézharmatellátását (Lőrinci, 17. old.).
A kapcsolat intenzitásában az alábbi, többé-kevésbé mesterkélt fokozatokat különböztetjük meg:
1. Sok hangyafaj készít „menedékhelyet” a rendszeresen látogatott félfedelesszárnyúak számára.
2. Ennél is hatékonyabb védelem, amikor a hangyák saját fészkükben gondozzák a tetveket. Ezzel nemcsak védik őket természetes ellenségeiktől vagy az időjárás viszontagságaitól, de szétszéledésüket és/vagy menekülésüket is megakadályozzák.
3. Az obligát kapcsolatokban a hangya nagyban függ partnerétől — olyannyira, hogy a kolóniaalapítás csak akkor lehet sikeres, ha a trofobionta partnert is sikerül megtelepíteni. Ilyen szoros gazda-szimbionta kapcsolat jellemzi pl. a különböző viaszos pajzstetvekkel (Pseudococcidae) élő Acropyga és orsóhangya (Tetraponera) fajokat, valamint a nem „nomád” életmódú erdeihangyákat (Dolichoderus spp.).
4. A szoros értelemben vett mézgyűjtő hangyáknál — mézesbödönhangya (Myrmecocystus spp.), ausztrál mézescseréphangya (Melophorus bagoti), (Camponotus inflatus) stb.) — a mézharmat már nemcsak közvetlen energiaforrás, de raktározott táplálék is. Ennek érdekében ezeknél a hangyáknál a dolgozók egy külön, a mézharmat raktározására szolgáló kasztja alakult ki. Az erre szakosodott dolgozók közösségi gyomra eredeti méretének sokszorosára nő. A föld alatti éléskamrák mennyezetén sűrűn egymás mellett függnek az élő mézesbödönök: a(z előemésztett) mézharmattal megtöltött, mozgás- és munkaképtelen dolgozók, amelyek hónapokig várják azt az időt, amikor a táplálékot vissza kell öklendezniük (Lőrinczi, 18. old.).
A szoros értelemben vett mézgyűjtő hangyák (angolul: honeypot ants) közé 8 nem egyes fajait soroljuk.
- Ausztráliában
  - a lóhangya (Camponotus) és
  - a mézescseréphangya (Melophorus)  nem,

- Észak-Amerikában

- - a mézesbödönhangya (Myrmecocystus) és
  - a ragyogóhangya (Prenolepis) nem,

- Melanéziában
  - a bothangya (Leptomyrmex) nem,

- Észak-Afrikában
  - a fürgehangya (Cataglyphis) nem,

- Dél-Afrikában

- - a törpehangya (Plagiolepis) nem

fajai között vannak szoros értelemben vett mézgyűjtők.

## A kapcsolat hatása a tápnövényekre
A hangyák nemcsak a tetveket, de egyúttal azok tápnövényeit is védik a többi kártevőtől. A növény számára azonban hangyák beavatkozásának több a hátránya, mint az előnye, lévén a hangyák védte félfedelesszárnyúak elszaporodnak és így egyrészt intenzívebben szívogatnak, másrészt hozzájárul(hat)nak különböző méreganyagok és növénybetegségek terjesztéséhez. Azon meglehetősen ritka esetekben, amikor a tetvek nem szaporodnak el túlságosan, a trofobiózisból közvetve a növénynek is profitál — a hangyavédelem mellett a lecsöpögő mézharmat felhalmozódásának csökkenéséből is (Lőrinczi, 20. old.).